# Oxalis rhomboidea
Oxalis rhomboidea är en harsyreväxtart som beskrevs av Salter. Oxalis rhomboidea ingår i släktet oxalisar, och familjen harsyreväxter. Inga underarter finns listade i Catalogue of Life.